# Sport- und Schwimmverein Jahn 2000 Regensburg 2004-2005
Questa voce raccoglie le informazioni riguardanti lo Sport- und Schwimmverein Jahn 2000 Regensburg nelle competizioni ufficiali della stagione 2004-2005.

## Stagione
Nella stagione 2004-2005 il Jahn Regensburg, allenato da Mario Basler, concluse il campionato di Regionalliga sud all'8º posto. In Coppa di Germania il Jahn Regensburg fu eliminato al primo turno dal Werder Brema.

## Rosa
| N. |                        | Ruolo | Calciatore        |
| -- | ---------------------- | ----- | ----------------- |
| 1  | Germania (bandiera)    | P     | Thorsten Müller   |
| 2  | Germania (bandiera)    | D     | Stefan Binder     |
| 3  | Germania (bandiera)    | D     | Dubravko Kolinger |
| 4  | Germania (bandiera)    | D     | Kristjan Glibo    |
| 5  | Germania (bandiera)    | D     | Markus Weinzierl  |
| 7  | Stati Uniti (bandiera) | C     | Grover Gibson     |
| 8  | Germania (bandiera)    | A     | Michael Petry     |
| 9  | Germania (bandiera)    | C     | Jan Hoffmann      |
| 10 | Germania (bandiera)    | C     | Fabrizio Hayer    |
| 11 | Galles (bandiera)      | A     | Dylan Hughes      |
| 12 | Zimbabwe (bandiera)    | D     | George Mbwando    |
| 13 | Germania (bandiera)    | C     | Christian Wimmer  |
| 14 | Germania (bandiera)    | C     | Stefan Jarosch    |
| 15 | Germania (bandiera)    | C     | Sebastian Huber   |
| 15 | Germania (bandiera)    | C     | Sebastian Kreis   |

| N. |                      | Ruolo | Calciatore      |
| -- | -------------------- | ----- | --------------- |
| 16 | Danimarca (bandiera) | D     | Lars Jensen     |
| 17 | Germania (bandiera)  | A     | Enrico Kern     |
| 18 | Svizzera (bandiera)  | A     | Ali Özcakmak    |
| 19 | Germania (bandiera)  | A     | Herbert Obele   |
| 20 | Germania (bandiera)  | P     | Felix Hörrlein  |
| 21 | Germania (bandiera)  | D     | Daniel Wimmer   |
| 22 | Germania (bandiera)  | D     | Christian Alder |
| 23 | Germania (bandiera)  | C     | Dominik Schmitt |
| 24 | Germania (bandiera)  | D     | Tobias Fink     |
| 25 | Senegal (bandiera)   | D     | El Hadji Dione  |
| 26 | Germania (bandiera)  | C     | Harald Gfreiter |
| 26 | Germania (bandiera)  | A     | Stefan Köck     |
| 30 | Germania (bandiera)  | P     | Erol Sabanov    |
|    | Germania (bandiera)  | C     | Andreas Kasten  |

## Organigramma societario
Area tecnica
- Allenatore: Mario Basler
- Allenatore in seconda: Dariusz Pasieka
- Preparatore dei portieri:
- Preparatori atletici:
- Analisi video:

## Calciomercato

### Sessione estiva
| Acquisti | Acquisti            | Acquisti             | Acquisti |
| R.       | Nome                | da                   | Modalità |
| -------- | ------------------- | -------------------- | -------- |
| D        | Christian Alder     | Augusta              |          |
| C        | Serkan Aslan        | SW Bregenz           |          |
| C        | Grover Gibson       | Elversberg           |          |
| D        | Kristjan Glibo      | Kaiserslautern       |          |
| C        | Jan Hoffmann        | Greuther Fürth       |          |
| P        | Felix Hörrlein      | Amburgo II           |          |
| C        | Sebastian Huber     | Feucht               |          |
| C        | Stefan Jarosch      | Wacker Burghausen    |          |
| D        | Lars Jensen         | Holstein Kiel        |          |
| C        | Andreas Kasten      | Wacker Burghausen II |          |
| A        | Stefan Köck         | Jahn Ratisbona U19   |          |
| D        | Dubravko Kolinger   | Schweinfurt 05       |          |
| C        | Sandro Lindschinger | Sturm Graz II        |          |
| D        | George Mbwando      | Alemannia Aquisgrana |          |
| P        | Thorsten Müller     | Wormatia Worms       |          |
| A        | Herbert Obele       | Norimberga           |          |
| A        | Ali Özcakmak        | Baden                |          |
| A        | Michael Petry       | Kickers Offenbach    |          |
| C        | Christian Wimmer    | Greuther Fürth II    |          |
| D        | Daniel Wimmer       | Jahn Ratisbona II    |          |

| Cessioni | Cessioni           | Cessioni                | Cessioni |
| R.       | Nome               | a                       | Modalità |
| -------- | ------------------ | ----------------------- | -------- |
| C        | Valandi Anagnostou | Uerdingen 05            |          |
| C        | Harald Gfreiter    | Feucht                  |          |
| C        | Karsten Hutwelker  | Augusta                 |          |
| D        | Carsten Keuler     | Wehen Wiesbaden         |          |
| C        | Markus Knackmuß    | Augusta                 |          |
| A        | Michał Kolomazník  | Monaco 1860             |          |
| D        | Marijan Kovačević  | Admira Wacker M.        |          |
| D        | Christian Kritzer  | Karlsruhe               |          |
| A        | Dirk Lehmann       | Borussia Freialdenhoven |          |
| P        | Peter Martin       | Feucht                  |          |
| A        | Igoris Morinas     | Žalgiris                |          |
| P        | Heinz Müller       | Odd                     |          |
| C        | Tamandani Nsaliwa  | Saarbrücken             |          |
| A        | Altin Rraklli      | Tirana                  |          |
| D        | Oliver Schmidt     | Augusta                 |          |
| C        | Patrik Siegl       | Zbrojovka Brno          |          |
| D        | Mario Stieglmair   | Unterhaching            |          |
| C        | Carsten Sträßer    | Unterhaching            |          |
| C        | Oliver Straube     | Coblenza                |          |
| A        | Andras Tölcseres   | Augusta                 |          |
| A        | Martin Willmann    | Coblenza                |          |
| C        | Tobias Zellner     | Feucht                  |          |

### Sessione invernale
| Acquisti | Acquisti       | Acquisti          | Acquisti |
| R.       | Nome           | da                | Modalità |
| -------- | -------------- | ----------------- | -------- |
| A        | Enrico Kern    | LASK              |          |
| C        | Fabrizio Hayer | Preußen Münster   |          |
| A        | Dylan Hughes   | Kaiserslautern II |          |

| Cessioni | Cessioni            | Cessioni           | Cessioni |
| R.       | Nome                | a                  | Modalità |
| -------- | ------------------- | ------------------ | -------- |
| C        | Serkan Aslan        | Salisburgo         |          |
| C        | Oliver Fink         | Wacker Burghausen  |          |
| C        | Sandro Lindschinger | Sturm Graz         |          |
| C        | Christoph Seiderer  | 1. FC Bad Kötzting |          |

## Risultati

### Regionalliga

#### Girone di andata
| Arbitro: | Sahler |

|                                         |           |                         |
| Matarazzo 18’ Melunovic 62’ Brendel 88’ | Marcatori | 42’ Binder 81’ Kolinger |

| Arbitro: | Palilla |

|                               |           |           |
| Özcakmak 45’ (rig.) Obele 72’ | Marcatori | 71’ Grgić |

| Arbitro: | Schiffner |

|  |           |                         |
|  | Marcatori | 39’ Özcakmak 44’ Gibson |

| Arbitro: | Schmidt |

|              |           |                    |
| Özcakmak 83’ | Marcatori | 53’ Gerov 84’ Mahr |

| Arbitro: | Kempter |

|            |           |                        |
| Méndez 74’ | Marcatori | 5’ Binder 89’ Hoffmann |

| Ratisbona 14 settembre 2004, ore 19:00 CEST 6ª giornata | Jahn Ratisbona | 0 – 0 referto | Kickers Stoccarda | Jahnstadion (3 500 spett.)\| Arbitro: \| Dingert \| |
| Arbitro:                                                | Dingert        |               |                   |                                                     |

| Arbitro: | Kristek |

|  |           |                               |
|  | Marcatori | 9’, 25’ Kolinger 22’ Hoffmann |

| Arbitro: | Pflaum |

|           |           |             |
| Aslan 37’ | Marcatori | 61’ Bediako |

| Arbitro: | Schlutius |

|           |           |                            |
| Aslan 16’ | Marcatori | 10’ Mason 12’ Deißenberger |

| Arbitro: | Drees |

|                                                       |           |          |
| Winkler 14’ Bindnagel 17’, 48’ Zukic 19’ Cescutti 64’ | Marcatori | 79’ Köck |

| Arbitro: | Trautmann |

|                       |           |  |
| Kolinger 48’ Köck 86’ | Marcatori |  |

| Arbitro: | Welz |

|            |           |           |
| Helmes 82’ | Marcatori | 18’ Glibo |

| Arbitro: | Albrecht |

|  |           |                  |
|  | Marcatori | 65’ (rig.) Cenci |

| Arbitro: | Viktora |

|                                        |           |  |
| Gentner 5’ Gómez 24’, 68’ Guščinas 36’ | Marcatori |  |

| Arbitro: | Polony |

|                            |           |                                           |
| Binder 6’ Aslan 25’ (rig.) | Marcatori | 27’ Blessin 30’, 90’ Maier 74’ Schumacher |

| Arbitro: | Kristek |

|             |           |              |
| Schiele 45’ | Marcatori | 51’ Kolinger |

| Arbitro: | Wack |

|                       |           |                     |
| Hoffmann 8’ Petry 77’ | Marcatori | 19’ Mölzl 62’ Römer |

#### Girone di ritorno
| Arbitro: | Stark |

|              |           |  |
| Hoffmann 11’ | Marcatori |  |

| Coblenza 3 dicembre 2004, ore 19:30 CET 19ª giornata | Coblenza  | 0 – 0 referto | Jahn Ratisbona | Stadion Oberwerth (3 144 spett.)\| Arbitro: \| Trautmann \| |
| Arbitro:                                             | Trautmann |               |                |                                                             |

| Arbitro: | Kempter |

|  |           |                        |
|  | Marcatori | 23’ Frühbeis 78’ Adler |

| Arbitro: | Schmidt |

|           |           |                        |
| Ćirić 72’ | Marcatori | 48’ Petry 71’ Kolinger |

| Arbitro: | Perl |

|              |           |  |
| Kolinger 87’ | Marcatori |  |

| Arbitro: | Christ |

|                                 |           |          |
| Rahmanovic 1’ Parmak 90’ (rig.) | Marcatori | 14’ Kern |

| Arbitro: | Karle |

|                                         |           |                         |
| Özcakmak 28’ Hoffmann 50’, 67’ Kern 77’ | Marcatori | 38’ (rig.) Svjetlanovic |

| Arbitro: | Viktora |

|            |           |                           |
| Herzog 88’ | Marcatori | 5’, 68’ Kern 19’ Hoffmann |

| Arbitro: | Schmidt |

|                              |           |                        |
| Haffner 15’, 36’ Nagorny 43’ | Marcatori | 22’ Hoffmann 75’ Glibo |

| Arbitro: | Kampka |

|             |           |           |
| Mbwando 28’ | Marcatori | 68’ Throm |

| Arbitro: | Hofmann |

|          |           |          |
| Ottl 90’ | Marcatori | 73’ Fink |

| Arbitro: | Wagner |

|         |           |  |
| Kern 6’ | Marcatori |  |

| Arbitro: | Drees |

|             |           |            |
| Beigang 64’ | Marcatori | 73’ Hughes |

| Arbitro: | Aytekin |

|  |           |                      |
|  | Marcatori | 48’ Berger 88’ Gómez |

| Arbitro: | Polony |

|                       |           |              |
| Maier 13’ Blessin 49’ | Marcatori | 39’ Özcakmak |

| Arbitro: | Greth |

|                                      |           |  |
| Petry 45’ Hayer 76’ (rig.) Obele 90’ | Marcatori |  |

| Arbitro: | Fröhlich |

|           |           |                         |
| Benda 64’ | Marcatori | 85’ Gibson 90’ Hoffmann |

### Coppa di Germania
| Arbitro: | Keßler |

|  |           |                        |
|  | Marcatori | 62’ Micoud 90’ Klasnić |

## Statistiche

### Statistiche di squadra
| Competizione      | Punti | In casa | In casa | In casa | In casa | In casa | In casa | In trasferta | In trasferta | In trasferta | In trasferta | In trasferta | In trasferta | Totale | Totale | Totale | Totale | Totale | Totale | DR |
| Competizione      | Punti | G       | V       | N       | P       | Gf      | Gs      | G            | V            | N            | P            | Gf           | Gs           | G      | V      | N      | P      | Gf     | Gs     | DR |
| ----------------- | ----- | ------- | ------- | ------- | ------- | ------- | ------- | ------------ | ------------ | ------------ | ------------ | ------------ | ------------ | ------ | ------ | ------ | ------ | ------ | ------ | -- |
| Regionalliga sud  | 48    | 17      | 7       | 4       | 6       | 22      | 19      | 17           | 6            | 5            | 6            | 25           | 27           | 34     | 13     | 9      | 12     | 47     | 46     | +1 |
| Coppa di Germania | -     | 1       | 0       | 0       | 1       | 0       | 2       | 0            | 0            | 0            | 0            | 0            | 0            | 1      | 0      | 0      | 1      | 0      | 2      | -2 |
| Totale            | 48    | 18      | 7       | 4       | 7       | 22      | 21      | 17           | 6            | 5            | 6            | 25           | 27           | 35     | 13     | 9      | 13     | 47     | 48     | -1 |

### Andamento in campionato
| Giornata  | 1  | 2 | 3 | 4  | 5 | 6 | 7 | 8 | 9 | 10 | 11 | 12 | 13 | 14 | 15 | 16 | 17 | 18 | 19 | 20 | 21 | 22 | 23 | 24 | 25 | 26 | 27 | 28 | 29 | 30 | 31 | 32 | 33 | 34 |
| --------- | -- | - | - | -- | - | - | - | - | - | -- | -- | -- | -- | -- | -- | -- | -- | -- | -- | -- | -- | -- | -- | -- | -- | -- | -- | -- | -- | -- | -- | -- | -- | -- |
| Luogo     | T  | C | T | C  | T | C | T | C | C | T  | C  | T  | C  | T  | C  | T  | C  | C  | T  | C  | T  | C  | T  | C  | T  | T  | C  | T  | C  | T  | C  | T  | C  | T  |
| Risultato | P  | V | V | P  | V | N | V | N | P | P  | V  | N  | P  | P  | P  | N  | N  | V  | N  | P  | V  | V  | P  | V  | V  | P  | N  | N  | V  | N  | P  | P  | V  | V  |
| Posizione | 11 | 8 | 7 | 10 | 6 | 6 | 4 | 4 | 6 | 9  | 7  | 8  | 9  | 9  | 10 | 13 | 14 | 10 | 11 | 13 | 11 | 11 | 11 | 11 | 8  | 9  | 9  | 10 | 9  | 8  | 9  | 9  | 9  | 8  |

Legenda:

Luogo: C = Casa; T = Trasferta. Risultato: V = Vittoria; N = Pareggio; P = Sconfitta.

### Statistiche dei giocatori
| Giocatore       | Regionalliga sud | Regionalliga sud | Regionalliga sud | Regionalliga sud | Coppa di Germania | Coppa di Germania | Coppa di Germania | Coppa di Germania | Totale   | Totale | Totale      | Totale     |
| Giocatore       | Presenze         | Reti             | Ammonizioni      | Espulsioni       | Presenze          | Reti              | Ammonizioni       | Espulsioni        | Presenze | Reti   | Ammonizioni | Espulsioni |
| --------------- | ---------------- | ---------------- | ---------------- | ---------------- | ----------------- | ----------------- | ----------------- | ----------------- | -------- | ------ | ----------- | ---------- |
| C. Alder        | 32               | 0                | 7                | 0                | 1                 | 0                 | 0                 | 0                 | 33       | 0      | 7           | 0          |
| S. Aslan        | 16               | 3                | 5                | 0                | 1                 | 0                 | 0                 | 0                 | 17       | 3      | 5           | 0          |
| S. Binder       | 30               | 3                | 9                | 0                | 1                 | 0                 | 0                 | 0                 | 31       | 3      | 9           | 0          |
| E. Dione        | 11               | 0                | 3                | 0                | 1                 | 0                 | 0                 | 0                 | 12       | 0      | 3           | 0          |
| O. Fink         | 15               | 0                | 1                | 0                | 1                 | 0                 | 0                 | 0                 | 16       | 0      | 1           | 0          |
| T. Fink         | 17               | 1                | 5                | 0                | 0                 | 0                 | 0                 | 0                 | 17       | 1      | 5           | 0          |
| H. Gfreiter     | 0                | 0                | 0                | 0                | 0                 | 0                 | 0                 | 0                 | 0        | 0      | 0           | 0          |
| G. Gibson       | 19               | 2                | 8                | 1                | 1                 | 0                 | 0                 | 0                 | 20       | 2      | 8           | 1          |
| K. Glibo        | 28               | 2                | 5                | 1                | 0                 | 0                 | 0                 | 0                 | 28       | 2      | 5           | 1          |
| F. Hayer        | 12               | 1                | 3                | 0                | 0                 | 0                 | 0                 | 0                 | 12       | 1      | 3           | 0          |
| J. Hoffmann     | 30               | 9                | 1                | 0                | 1                 | 0                 | 0                 | 0                 | 31       | 9      | 1           | 0          |
| S. Huber        | 4                | 0                | 0                | 0                | 0                 | 0                 | 0                 | 0                 | 4        | 0      | 0           | 0          |
| D. Hughes       | 2                | 1                | 0                | 0                | 0                 | 0                 | 0                 | 0                 | 2        | 1      | 0           | 0          |
| F. Hörrlein     | 7                | 0                | 0                | 0                | 0                 | 0                 | 0                 | 0                 | 7        | 0      | 0           | 0          |
| S. Jarosch      | 11               | 0                | 1                | 0                | 0                 | 0                 | 0                 | 0                 | 11       | 0      | 1           | 0          |
| L. Jensen       | 23               | 0                | 2                | 0                | 1                 | 0                 | 0                 | 0                 | 24       | 0      | 2           | 0          |
| A. Kasten       | 1                | 0                | 0                | 0                | 0                 | 0                 | 0                 | 0                 | 1        | 0      | 0           | 0          |
| E. Kern         | 14               | 5                | 2                | 0                | 0                 | 0                 | 0                 | 0                 | 14       | 5      | 2           | 0          |
| D. Kolinger     | 30               | 7                | 3                | 2                | 1                 | 0                 | 1                 | 0                 | 31       | 7      | 4           | 2          |
| S. Kreis        | 2                | 0                | 1                | 0                | 0                 | 0                 | 0                 | 0                 | 2        | 0      | 1           | 0          |
| S. Köck         | 10               | 2                | 0                | 0                | 1                 | 0                 | 0                 | 0                 | 11       | 2      | 0           | 0          |
| S. Lindschinger | 4                | 0                | 1                | 0                | 0                 | 0                 | 0                 | 0                 | 4        | 0      | 1           | 0          |
| G. Mbwando      | 22               | 1                | 5                | 0                | 0                 | 0                 | 0                 | 0                 | 22       | 1      | 5           | 0          |
| T. Müller       | 13               | 0                | 0                | 0                | 1                 | 0                 | 0                 | 0                 | 14       | 0      | 0           | 0          |
| H. Obele        | 14               | 2                | 2                | 0                | 1                 | 0                 | 0                 | 0                 | 15       | 2      | 2           | 0          |
| M. Petry        | 22               | 3                | 3                | 1                | 0                 | 0                 | 0                 | 0                 | 22       | 3      | 3           | 1          |
| E. Sabanov      | 14               | 0                | 0                | 0                | 0                 | 0                 | 0                 | 0                 | 14       | 0      | 0           | 0          |
| D. Schmitt      | 10               | 0                | 0                | 0                | 0                 | 0                 | 0                 | 0                 | 10       | 0      | 0           | 0          |
| M. Weinzierl    | 0                | 0                | 0                | 0                | 0                 | 0                 | 0                 | 0                 | 0        | 0      | 0           | 0          |
| C. Wimmer       | 21               | 0                | 4                | 0                | 1                 | 0                 | 0                 | 0                 | 22       | 0      | 4           | 0          |
| D. Wimmer       | 11               | 0                | 3                | 0                | 0                 | 0                 | 0                 | 0                 | 11       | 0      | 3           | 0          |
| A. Özcakmak     | 28               | 5                | 3                | 0                | 1                 | 0                 | 0                 | 0                 | 29       | 5      | 3           | 0          |